# غل درة (تشهار دولي)
غل درة (بالفارسية: گل دره) هي قرية تقع في إيران في Chaharduli Rural District.